# Gergòvia
Gergòvia (en llatí Gergovia) era una ciutat dels arverns, esmentada principalment per Juli Cèsar que la va ocupar i la va incorporar als dominis dels seus aliats hedus després de la guerra helvètica. Més tard, quan Cèsar la va voler ocupar durant la rebel·lió de Vercingetorix, és presentada com una ciutat dels arverns que seria la moderna Gergovie a uns 12 km del Puy de Dôme. La conclusió és que la lectura de la primera ciutat no és exacta o bé hi va haver dues ciutats amb el mateix nom.

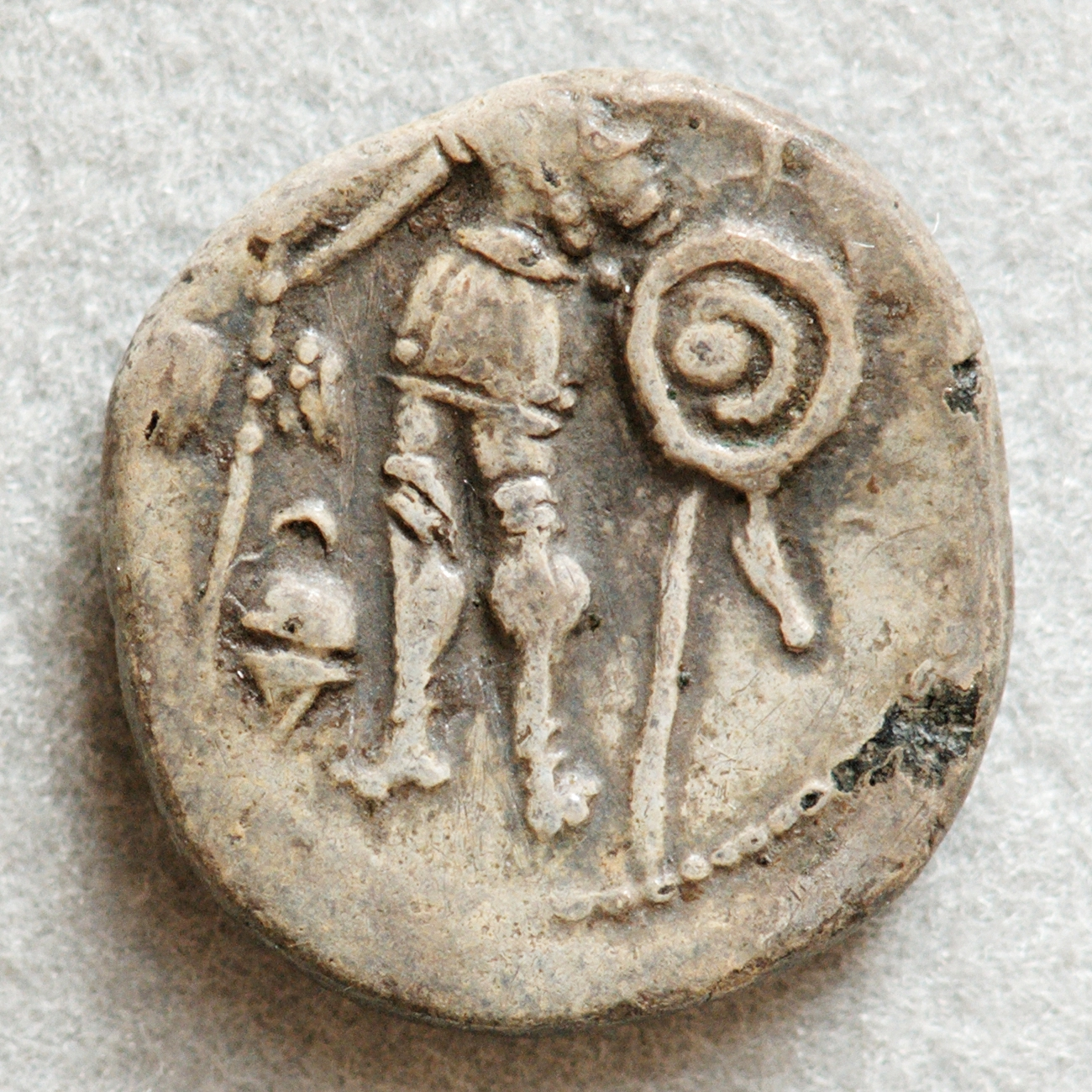
Moneda arvernesa representant un soldat

La primera ciutat mencionada no es coneix en quin lloc era, però per la segona el mateix Cèsar dona prou detalls narrant el Setge de Gergòvia. Des d'Avàricum Cèsar va passar a Decetia (Décise) al Loira on va arreglar algunes diferències que s'havien plantejat per una doble elecció entre els hedus. Després, amb sis legions i unitats de cavalleria va passar al país dels arverns en direcció sud, seguint el riu Elaver (Alier) que va creuar abans d'arribar a Gergòvia.
Vercingetorix va destruir una sèrie de ponts que creuaven el riu impedint a Cèsar de creuar, ja que tenint l'enemic enfront (que el seguia per l'altra banda del riu) no va poder construir un nou pont. Va acampar a un bosc a l'oest de l'Alier, prop d'un pont destruït, i l'endemà va enviar al sud a quatre legions i es va quedar amb dues legions en aquell lloc mentre les que sortiren van agafar tota la impedimenta per fer veure que es tractava de les sis legions que marxaven. Quan les quatre legions van ser lluny lluny, les altres dues van sortir dels amagatalls i van reparar el pont destruït una part del qual encara podia ser aprofitat. Quan van acabar la feina va fer tornar les altres legions.
Vercingetorix es va adonar del que havia passat, però no es va voler arriscar a un combat a la vora del riu amb les legions a punt d'arribar i es va replegar a Gergòvia. Del riu a Gergòvia Cèsar va tardar cinc dies. Gergòvia era situada a una muntanya alta, de difícil accés per tots costats. El quarter del cap gal era proper a la ciutat i a la rodalia es van establir els contingents dels diversos estats gals que ocupaven també totes les altures que dominaven la plana on hi havia els romans.
A l'altre costat de la ciutat hi havia un turó molt bo per la defensa, controlat pels gals, però Cèsar es va adonar que si el podia ocupar podria dominar l'enemic al tallar-li el subministrament de bona part de l'aigua. A la nit va atacar el turó (el Puy de Jussat) que no el defensava un contingent gaire important, el va ocupar i va posar allí dues legions; des del turó va tractar de sorprendre la ciutat i va atacar pel nord-oest mentre els seus aliats, els hedus, van atacar pel sud-est. Els romans van ocupar tres dels camps enemics i els gals es van retirar cap a la ciutat perseguits de prop per les legions. Un centurió i tres soldats van creuar les muralles; però els gals justament eren per la rodalia d'aquesta part que suposaven la més dèbil i van atacar lliurant-se batalla sota els murs amb els romans entre dos focs i amb inferioritat numèrica i a més molt cansats de les darreres marxes i lluites.
Cèsar va enviar des del Puy de Jussat algunes cohorts per ocupar uns turons a la dreta de Gergòvia, per si eren rebutjats, per assegurar bones posicions per a l'endemà, però en aquell moment es van trobar amb els hedus, als que van confondre amb els gals de Vercingetorix i quan va advertir l'error ja era tard.
En la batalla els romans van perdre 46 centurions, uns set-cents soldats i van ser rebutjats de la muntanya. Quan els romans es van reagrupar Vercingetorix ja havia ocupat posicions claus. Cèsar va abandonar el lloc cap al país dels hedus, creuant altre cop el riu.